# Гандбол на літніх Олімпійських іграх 2020 — кваліфікація (чоловіки)
На чоловічий гандбольний турнір на Олімпійських іграх 2020 року кваліфікувалося дванадцять команд: господарі, чемпіони світу, чотири чемпіони континентів та шість команд зі світових кваліфікаційних олімпійських турнірів.  (Олімпіаду перенесено щонайменше на 2021 рік через пандемію COVID-19).

## Підсумки кваліфікації
| Кваліфікація                                                | Дата                     | Місце                       | Квоти | Кваліфікувалась    |
| ----------------------------------------------------------- | ------------------------ | --------------------------- | ----- | ------------------ |
| Країна-господарка                                           | 7 вересня 2013           | Буенос-Айрес                | 1     | Японія             |
| Чемпіонат світу 2019                                        | 10–27 січня 2019         | Данія / Німеччина           | 1     | Данія              |
| Панамериканські ігри 2019                                   | 31 липня – 5 серпня 2019 | Ліма                        | 1     | Аргентина          |
| Азійський чоловічий кваліфікаційний турнір з гандболу       | 17–26 жовтня 2019        | Доха                        | 1     | Бахрейн            |
| Чемпіонат Європи 2020                                       | 10–26 січня 2020         | Австрія / Норвегія / Швеція | 1     | Іспанія            |
| Чемпіонат Африки 2020                                       | 16–26 січня 2020         | Туніс                       | 1     | Єгипет             |
| Чоловічі олімпійські кваліфікаційні турніри з гандболу 2020 | 12–14 березня 2021       | Подгориця                   | 2     | Бразилія Норвегія  |
| Чоловічі олімпійські кваліфікаційні турніри з гандболу 2020 | 12–14 березня 2021       | Монпельє                    | 2     | Франція Португалія |
| Чоловічі олімпійські кваліфікаційні турніри з гандболу 2020 | 12–14 березня 2021       | Берлін                      | 2     | Німеччина Швеція   |
| Загалом                                                     |                          |                             | 12    |                    |

## Легенда способу кваліфікації
| Qualified | Qualified                              | Qualified              |
| Колір     | З                                      | На                     |
| --------- | -------------------------------------- | ---------------------- |
|           | Чемпіонат світу                        | Олімпійський турнір    |
|           | Континентальний кваліфікаційний турнір | Олімпійський турнір    |
|           | Чемпіонат світу                        | Кваліфікаційний турнір |
|           | Континентальний кваліфікаційний турнір | Кваліфікаційний турнір |

## Країна-господарка
- Японія

## Чемпіонат світу
| Місце | Команда            |
| ----- | ------------------ |
| 1     | Данія              |
| 2     | Норвегія           |
| 3     | Франція            |
| 4     | Німеччина          |
| 5     | Швеція             |
| 6     | Хорватія           |
| 7     | Іспанія            |
| 8     | Єгипет             |
| 9     | Бразилія           |
| 10    | Угорщина           |
| 11    | Ісландія           |
| 12    | Туніс              |
| 13    | Катар              |
| 14    | Росія              |
| 15    | Північна Македонія |
| 16    | Чилі               |
| 17    | Аргентина          |
| 18    | Сербія             |
| 19    | Австрія            |
| 20    | Бахрейн            |
| 21    | Саудівська Аравія  |
| 22    | Південна Корея     |
| 23    | Ангола             |
| 24    | Японія             |

## Континентальна кваліфікація

### Європа
| Місце | Команда              |
| ----- | -------------------- |
| 1     | Іспанія              |
| 2     | Хорватія             |
| 3     | Норвегія             |
| 4     | Словенія             |
| 5     | Німеччина            |
| 6     | Португалія           |
| 7     | Швеція               |
| 8     | Австрія              |
| 9     | Угорщина             |
| 10    | Білорусь             |
| 11    | Ісландія             |
| 12    | Чехія                |
| 13    | Данія                |
| 14    | Франція              |
| 15    | Північна Македонія   |
| 16    | Швейцарія            |
| 17    | Нідерланди           |
| 18    | Чорногорія           |
| 19    | Україна              |
| 20    | Сербія               |
| 21    | Польща               |
| 22    | Росія                |
| 23    | Боснія і Герцеговина |
| 24    | Латвія               |

### Азія

#### Груповий етап
Вказано місцевий час (UTC+3).

##### Група A
| Поз | Команда           | І | В | Н | П | ГЗ  | ГП  | РГ  | О | Кваліфікація |
| --- | ----------------- | - | - | - | - | --- | --- | --- | - | ------------ |
| 1   | Катар (H)         | 3 | 3 | 0 | 0 | 118 | 44  | +74 | 6 | Півфінали    |
| 2   | Саудівська Аравія | 3 | 2 | 0 | 1 | 96  | 69  | +27 | 4 | Півфінали    |
| 3   | Індія             | 3 | 1 | 0 | 2 | 66  | 104 | −38 | 2 |              |
| 4   | Гонконг           | 3 | 0 | 0 | 3 | 59  | 122 | −63 | 0 |              |

| 17 жовтня 2019 16:00 | Саудівська Аравія | 35–24 | Індія | Гандбольна спортивна зала Духайл, Доха |
| 17 жовтня 2019 16:00 | (19–13)           |       |       | Гандбольна спортивна зала Духайл, Доха |
| 17 жовтня 2019 16:00 |                   |       |       | Гандбольна спортивна зала Духайл, Доха |

| 17 жовтня 2019 18:00 | Катар  | 49–19 | Гонконг | Гандбольна спортивна зала Духайл, Доха |
| 17 жовтня 2019 18:00 | (19–6) |       |         | Гандбольна спортивна зала Духайл, Доха |
| 17 жовтня 2019 18:00 |        |       |         | Гандбольна спортивна зала Духайл, Доха |

| 19 жовтня 2019 16:00 | Гонконг | 16–41 | Саудівська Аравія | Гандбольна спортивна зала Духайл, Доха |
| 19 жовтня 2019 16:00 | (6–17)  |       |                   | Гандбольна спортивна зала Духайл, Доха |
| 19 жовтня 2019 16:00 |         |       |                   | Гандбольна спортивна зала Духайл, Доха |

| 19 жовтня 2019 18:00 | Індія  | 10–40 | Катар | Гандбольна спортивна зала Духайл, Доха |
| 19 жовтня 2019 18:00 | (4–18) |       |       | Гандбольна спортивна зала Духайл, Доха |
| 19 жовтня 2019 18:00 |        |       |       | Гандбольна спортивна зала Духайл, Доха |

| 21 жовтня 2019 16:00 | Індія   | 32–29 | Гонконг | Гандбольна спортивна зала Духайл, Доха |
| 21 жовтня 2019 16:00 | (16–15) |       |         | Гандбольна спортивна зала Духайл, Доха |
| 21 жовтня 2019 16:00 |         |       |         | Гандбольна спортивна зала Духайл, Доха |

| 21 жовтня 2019 18:00 | Катар  | 29–20 | Саудівська Аравія | Гандбольна спортивна зала Духайл, Доха |
| 21 жовтня 2019 18:00 | (13–9) |       |                   | Гандбольна спортивна зала Духайл, Доха |
| 21 жовтня 2019 18:00 |        |       |                   | Гандбольна спортивна зала Духайл, Доха |

##### Група B
| Поз | Команда        | І | В | Н | П | ГЗ | ГП | РГ | О | Кваліфікація |
| --- | -------------- | - | - | - | - | -- | -- | -- | - | ------------ |
| 1   | Південна Корея | 3 | 2 | 0 | 1 | 94 | 90 | +4 | 4 | Півфінали    |
| 2   | Бахрейн        | 3 | 2 | 0 | 1 | 85 | 78 | +7 | 4 | Півфінали    |
| 3   | Іран           | 3 | 1 | 1 | 1 | 90 | 92 | −2 | 3 |              |
| 4   | Кувейт         | 3 | 0 | 1 | 2 | 89 | 98 | −9 | 1 |              |

1. 1 2  Bahrain 30–31 South Korea

| 18 жовтня 2019 16:00 | Південна Корея | 27–28 | Іран | Гандбольна спортивна зала Духайл, Доха |
| 18 жовтня 2019 16:00 | (12–13)        |       |      | Гандбольна спортивна зала Духайл, Доха |
| 18 жовтня 2019 16:00 |                |       |      | Гандбольна спортивна зала Духайл, Доха |

| 18 жовтня 2019 18:00 | Бахрейн | 26–21 | Кувейт | Гандбольна спортивна зала Духайл, Доха |
| 18 жовтня 2019 18:00 | (12–10) |       |        | Гандбольна спортивна зала Духайл, Доха |
| 18 жовтня 2019 18:00 |         |       |        | Гандбольна спортивна зала Духайл, Доха |

| 20 жовтня 2019 16:00 | Кувейт  | 32–36 | Південна Корея | Гандбольна спортивна зала Духайл, Доха |
| 20 жовтня 2019 16:00 | (16–20) |       |                | Гандбольна спортивна зала Духайл, Доха |
| 20 жовтня 2019 16:00 |         |       |                | Гандбольна спортивна зала Духайл, Доха |

| 20 жовтня 2019 18:00 | Іран    | 26–29 | Бахрейн | Гандбольна спортивна зала Духайл, Доха |
| 20 жовтня 2019 18:00 | (13–15) |       |         | Гандбольна спортивна зала Духайл, Доха |
| 20 жовтня 2019 18:00 |         |       |         | Гандбольна спортивна зала Духайл, Доха |

| 22 жовтня 2019 16:00 | Бахрейн | 30–31 | Південна Корея | Гандбольна спортивна зала Духайл, Доха |
| 22 жовтня 2019 16:00 | (16–14) |       |                | Гандбольна спортивна зала Духайл, Доха |
| 22 жовтня 2019 16:00 |         |       |                | Гандбольна спортивна зала Духайл, Доха |

| 22 жовтня 2019 18:00 | Іран    | 36–36 | Кувейт | Гандбольна спортивна зала Духайл, Доха |
| 22 жовтня 2019 18:00 | (18–16) |       |        | Гандбольна спортивна зала Духайл, Доха |
| 22 жовтня 2019 18:00 |         |       |        | Гандбольна спортивна зала Духайл, Доха |

#### Ігри на вибування

##### Сітка
|  | Півфінали         | Півфінали      |                |    | Фінал | Фінал |
|  |                   |                |                |    |       |       |
|  | 24 жовтня         |                |                |    |       |       |
|  |                   |                |                |    |       |       |
|  | Катар             | 26             |                |    |       |       |
|  | Катар             | 26             | 26 жовтня      |    |       |       |
|  | Бахрейн           | 28             |                |    |       |       |
|  | Бахрейн           | 28             | Бахрейн        | 34 |       |       |
|  | 24 жовтня         |                | Бахрейн        | 34 |       |       |
|  |                   | Південна Корея | 29             |    |       |       |
|  | Південна Корея    | Південна Корея | 29             | 29 |       |       |
|  | Південна Корея    |                |                | 29 |       |       |
|  | Саудівська Аравія | 26             |                |    |       |       |
|  | Саудівська Аравія | 26             | За третє місце |    |       |       |
|  |                   |                |                |    |       |       |
|  | 26 жовтня         |                |                |    |       |       |
|  |                   |                |                |    |       |       |
|  | Катар             | 31             |                |    |       |       |
|  | Катар             | 31             |                |    |       |       |
|  | Саудівська Аравія | 21             |                |    |       |       |

|  | півфінали за 5–8 місця | півфінали за 5–8 місця |             |    | п'яте місце | п'яте місце |
|  |                        |                        |             |    |             |             |
|  | 24 жовтня              |                        |             |    |             |             |
|  |                        |                        |             |    |             |             |
|  | Індія                  | 21                     |             |    |             |             |
|  | Індія                  | 21                     | 25 жовтня   |    |             |             |
|  | Кувейт                 | 34                     |             |    |             |             |
|  | Кувейт                 | 34                     | Кувейт      | 25 |             |             |
|  | 24 жовтня              |                        | Кувейт      | 25 |             |             |
|  |                        | Іран                   | 27          |    |             |             |
|  | Іран                   | Іран                   | 27          | 48 |             |             |
|  | Іран                   |                        |             | 48 |             |             |
|  | Гонконг                | 16                     |             |    |             |             |
|  | Гонконг                | 16                     | сьоме місце |    |             |             |
|  |                        |                        |             |    |             |             |
|  | 25 жовтня              |                        |             |    |             |             |
|  |                        |                        |             |    |             |             |
|  | Індія                  | 26                     |             |    |             |             |
|  | Індія                  | 26                     |             |    |             |             |
|  | Гонконг                | 30                     |             |    |             |             |

##### Півфінали за 5–8 місця
| 24 жовтня 2019 12:00 | Індія   | 21–34 | Кувейт | Гандбольна спортивна зала Духайл, Доха |
| 24 жовтня 2019 12:00 | (12–17) |       |        | Гандбольна спортивна зала Духайл, Доха |
| 24 жовтня 2019 12:00 |         |       |        | Гандбольна спортивна зала Духайл, Доха |

| 24 жовтня 2019 14:00 | Іран   | 48–16 | Гонконг | Гандбольна спортивна зала Духайл, Доха |
| 24 жовтня 2019 14:00 | (25–6) |       |         | Гандбольна спортивна зала Духайл, Доха |
| 24 жовтня 2019 14:00 |        |       |         | Гандбольна спортивна зала Духайл, Доха |

##### Півфінали
| 24 жовтня 2019 16:00 | Південна Корея | 29–26 | Саудівська Аравія | Гандбольна спортивна зала Духайл, Доха |
| 24 жовтня 2019 16:00 | (17–12)        |       |                   | Гандбольна спортивна зала Духайл, Доха |
| 24 жовтня 2019 16:00 |                |       |                   | Гандбольна спортивна зала Духайл, Доха |

| 24 жовтня 2019 18:00 | Катар   | 26–28 | Бахрейн | Гандбольна спортивна зала Духайл, Доха |
| 24 жовтня 2019 18:00 | (15–16) |       |         | Гандбольна спортивна зала Духайл, Доха |
| 24 жовтня 2019 18:00 |         |       |         | Гандбольна спортивна зала Духайл, Доха |

##### Матч за 7-ме місце
| 25 жовтня 2019 16:00 | Індія   | 26–30 | Гонконг | Гандбольна спортивна зала Духайл, Доха |
| 25 жовтня 2019 16:00 | (13–11) |       |         | Гандбольна спортивна зала Духайл, Доха |
| 25 жовтня 2019 16:00 |         |       |         | Гандбольна спортивна зала Духайл, Доха |

##### Матч за 5-те місце
| 25 жовтня 2019 18:00 | Кувейт  | 25–27 | Іран | Гандбольна спортивна зала Духайл, Доха |
| 25 жовтня 2019 18:00 | (14–11) |       |      | Гандбольна спортивна зала Духайл, Доха |
| 25 жовтня 2019 18:00 |         |       |      | Гандбольна спортивна зала Духайл, Доха |

##### Матч за третє місце
| 26 жовтня 2019 16:00 | Катар   | 31–21 | Саудівська Аравія | Гандбольна спортивна зала Духайл, Доха |
| 26 жовтня 2019 16:00 | (16–12) |       |                   | Гандбольна спортивна зала Духайл, Доха |
| 26 жовтня 2019 16:00 |         |       |                   | Гандбольна спортивна зала Духайл, Доха |

##### Фінал
| 26 жовтня 2019 18:00 | Бахрейн | 34–29 | Південна Корея | Гандбольна спортивна зала Духайл, Доха |
| 26 жовтня 2019 18:00 | (13–15) |       |                | Гандбольна спортивна зала Духайл, Доха |
| 26 жовтня 2019 18:00 |         |       |                | Гандбольна спортивна зала Духайл, Доха |

#### Підсумкова таблиця
| Місце | Команда           |
| ----- | ----------------- |
| 1     | Бахрейн           |
| 2     | Південна Корея    |
| 3     | Катар             |
| 4     | Саудівська Аравія |
| 5     | Іран              |
| 6     | Кувейт            |
| 7     | Гонконг           |
| 8     | Індія             |

### Америка
| Місце | Команда     |
| ----- | ----------- |
| 1     | Аргентина   |
| 2     | Чилі        |
| 3     | Бразилія    |
| 4     | Мексика     |
| 5     | Куба        |
| 6     | США         |
| 7     | Пуерто-Рико |
| 8     | Перу        |

### Африка
| Місце | Команда          |
| ----- | ---------------- |
|       | Єгипет           |
|       | Туніс            |
|       | Алжир            |
| 4     | Ангола           |
| 5     | Кабо-Верде       |
| 6     | Марокко          |
| 7     | ДР Конго         |
| 8     | Габон            |
| 9     | Республіка Конго |
| 10    | Гвінея           |
| 11    | Нігерія          |
| 12    | Камерун          |
| 13    | Лівія            |
| 14    | Кот-д'Івуар      |
| 15    | Кенія            |
| 16    | Замбія           |

## Олімпійські кваліфікаційні турніри

### Олімпійський кваліфікаційний турнір 2020 #1
| Поз | Команда        | І | В | Н | П | ГЗ  | ГП  | РГ  | О | Кваліфікація          |
| --- | -------------- | - | - | - | - | --- | --- | --- | - | --------------------- |
| 1   | Норвегія       | 3 | 3 | 0 | 0 | 114 | 74  | +40 | 6 | Олімпійські ігри 2020 |
| 2   | Бразилія       | 3 | 2 | 0 | 1 | 76  | 80  | −4  | 4 | Олімпійські ігри 2020 |
| 3   | Південна Корея | 3 | 1 | 0 | 2 | 91  | 109 | −18 | 2 |                       |
| 4   | Чилі           | 3 | 0 | 0 | 3 | 82  | 100 | −18 | 0 |                       |

### Олімпійський кваліфікаційний турнір 2020 #2
| Поз | Команда     | І | В | Н | П | ГЗ | ГП  | РГ  | О | Кваліфікація          |
| --- | ----------- | - | - | - | - | -- | --- | --- | - | --------------------- |
| 1   | Франція (H) | 3 | 2 | 0 | 1 | 98 | 84  | +14 | 4 | Олімпійські ігри 2020 |
| 2   | Португалія  | 3 | 2 | 0 | 1 | 87 | 80  | +7  | 4 | Олімпійські ігри 2020 |
| 3   | Хорватія    | 3 | 2 | 0 | 1 | 81 | 81  | 0   | 4 |                       |
| 4   | Туніс       | 3 | 0 | 0 | 3 | 83 | 104 | −21 | 0 |                       |

1. 1 2 3  Франція 2 очка, +3 РМ; Португалія 2 очка, 0 РМ; Хорватія 2 очка, –3 РМ

### Олімпійський кваліфікаційний турнір 2020 #3
| Поз | Команда       | І | В | Н | П | ГЗ | ГП  | РГ  | О | Кваліфікація          |
| --- | ------------- | - | - | - | - | -- | --- | --- | - | --------------------- |
| 1   | Швеція        | 3 | 2 | 1 | 0 | 93 | 75  | +18 | 5 | Олімпійські ігри 2020 |
| 2   | Німеччина (H) | 3 | 2 | 1 | 0 | 95 | 78  | +17 | 5 | Олімпійські ігри 2020 |
| 3   | Словенія      | 3 | 1 | 0 | 2 | 88 | 96  | −8  | 2 |                       |
| 4   | Алжир         | 3 | 0 | 0 | 3 | 79 | 106 | −27 | 0 |                       |

1. 1 2  Німеччина 25–25 Швеція